# Charles de Brouckère (1757-1850)
Charles de Brouckère (ook: Karel de Brouckere) (Torhout, 6 oktober 1757 - Brugge, 29 april 1850) was advocaat in Brugge, hoger ambtenaar en staatsman tijdens de Oostenrijkse tijd, onder het Verenigd Koninkrijk der Nederlanden en in het Belgisch koninkrijk.
In 1817 werd hij in de Ridderschap van West-Vlaanderen opgenomen, en werden hem patentbrieven voor opname in de adelstand afgeleverd.

## Afkomst
De familie de Brouckere (oorspronkelijk zonder accent geschreven) was verschillende generaties lang actief in de streek van Torhout.
De vader van Charles, Jean-Baptiste de Brouckère (1716-1784) was ontvanger voor de Staten van Vlaanderen in Torhout en baljuw van de heerlijkheid Wijnendale. Hij was getrouwd met Marie-Claire de la Croix.

## Verwanten
Charles de Brouckère trouwde in Brugge in 1793 met Charlotte-Marie-Anne-Colette de Stoop (Brugge, 24 september 1767 - 19 april 1846). Zij was de dochter van de welvarende Brugse handelaar Jean-Jacques de Stoop, voorzitter van de Kamer van Koophandel, algemeen ontvanger voor het graafschap Vlaanderen, die in 1782 in de adelstand was verheven.
Dit maakte De Brouckère tot de schoonbroer van 
- Joseph De Stoop (Brugge, 1771 - Brussel, 1849) die onder het Verenigd Koninkrijk der Nederlanden tijd eerste advocaat-generaal (procureur-generaal) in Brussel werd;
- Bernard Van Severen, Brugs advocaat en belangrijke politieke personaliteit doorheen verschillende regimes, getrouwd met Anne-Marie De Stoop. Zij zijn rechtstreekse voorouders van koningin Mathilde;
- Henri Imbert des Mottelettes, Brugs advocaat en schilder, gehuwd met Marie-Anne de Stoop.

Het echtpaar De Brouckère - De Stoop had vijf kinderen, onder wie twee die een belangrijke rol speelden in het nieuwe Belgische koninkrijk: 
- Charles de Brouckère (Brugge, 1796 - Brussel, 1860),
- Marie-Pauline de Brouckère (Brugge, 1797 - Brussel, 4 maart 1844)
- Pauline de Brouckère (Brugge, 1798 - Brussel, 1854)
- Henri de Brouckère (Brugge, 1801 - Brussel, 1891)
- Édouard de Brouckère (Brussel, 1802 - Chalon-sur-Saône, 1836), afdelingshoofd op het ministerie van Buitenlandse Zaken.

## Loopbaan

### Ancien régime
Charles de Brouckère behaalde zijn licentiaat in beide rechten in Leuven in 1782.
Het jaar daarop vestigde hij zich in Brugge in de Spanjaardstraat als advocaat bij de Raad van Vlaanderen.
- In 1789 werd hij tijdens de Brabantse Omwenteling schepen van het Brugse Vrije, functie waarin hij na de terugkeer van de Oostenrijkers werd bevestigd.
- Tijdens de revolutiejaren hield hij zich eerder afzijdig. Hij behoorde wel tot de stichters van de zogenaamde 'Jacobijnse Club' einde 1792, maar speelde een onopvallende rol. Bij hun laatste terugkeer bevestigden de Oostenrijkers hem dan ook als schepen van het Brugse Vrije.
- In 1796 werd hij voorzitter van de arrondissementsrechtbank in Brugge.

### Franse Tijd
- Hij behoorde tot de aankopers van genationaliseerde eigendommen, zogenaamd 'zwart goed'. Zo kocht hij in de Boeveriestraat het klooster Sinte-Godelieve aan, dat hij nadien aan de kloosterzusters terugschonk.
- In 1800 werd hij raadsheer in het hof van beroep te Brussel
- In 1807 kwam hij weer naar Brugge als voorzitter van de criminele rechtbank voor het Leiedepartement
- In 1811 werd hij tevens kamervoorzitter aan het keizerlijk Hof in Brussel
- In 1813 werd hij verkozen tot lid van het Keizerlijk Wetgevend Lichaam voor het arrondissement Brugge, functie die hem niet verhinderde contacten te zoeken met de tegenstanders van Napoleon.
- In februari 1814 werd hij door het geallieerd commando aangesteld als commissaris-generaal op Binnenlandse Zaken, belast met de Politie, binnen de voorlopige regering.

### Verenigd Koninkrijk der Nederlanden
- Op 1 mei 1815 werd hij aangesteld als koninklijk commissaris voor de organisatie van de provincies Namen en Henegouwen
- Op 16 september 1815 werd hij benoemd tot gouverneur van Limburg, een functie die hij uitoefende tot in 1828.
- In 1821 werd hij benoemd tot staatsraad in buitengewone dienst.
- In 1828 werd hij lid van de Eerste Kamer der Staten-Generaal van het Verenigd Koninkrijk der Nederlanden.

### Koninkrijk België
- De Belgische Omwenteling maakte van hem een ambteloos burger. Terwijl twee van zijn zoons in het nieuwe koninkrijk België aan een bliksemcarrière begonnen, kwam hij in 1833 weer in de Spanjaardstraat in Brugge wonen.
- In 1836 werd hij lid van de Edele Confrérie van het Heilig Bloed.
- In 1841 liet hij zich inschrijven als advocaat bij de Brugse balie. Hoewel hij dit bleef tot aan zijn dood, is het weinig waarschijnlijk dat de meer dan tachtigjarige man nog veel zaken behandelde.
- In de periode na 1842 werd hij weldoener van het in die tijd in Brugge opgerichte klooster van de redemptoristinnen.

Toen Charles de Brouckère op drieënnegentigjarige leeftijd overleed, was men hem en zijn loopbaan eigenlijk al lang vergeten. In latere jaren werd hij vaak verward met zijn gelijknamige zoon, de Brusselse burgemeester.
In 1908 overleed de laatste van zijn nazaten, zijn kinderloze kleinzoon senator Alfred de Brouckère.